# دنیاگیری کووید-۱۹ در کلمبیا
دنیاگیری کووید-۱۹ در کلمبیا (انگلیسی: COVID-19 pandemic in Colombia) بخشی از دنیاگیری بیماری کروناویروس ۲۰۱۹ در جهان است. اولین مورد تأیید شده در کلمبیا در ۶ مارس ۲۰۲۰ در شهر بوگوتا اعلام شد.